# Diplacina merope
Diplacina merope – gatunek ważki z rodziny ważkowatych (Libellulidae).